# Trần Thanh Nghiêm
Trần Thanh Nghiêm (sinh ngày 19 tháng 09 năm 1970), là một tướng lĩnh Quân đội nhân dân Việt Nam, quân hàm Phó Đô đốc. Ông hiện là Ủy viên Trung ương Đảng khóa XIII, Ủy viên Quân ủy Trung ương, Phó Bí thư Đảng ủy,  Tư lệnh Quân chủng Hải Quân.

## Tiểu sử
Ông quê ở xã Hòa Hậu, huyện Lý Nhân, tỉnh Hà Nam.
Năm 1992, ông tốt nghiệp trường Sỹ quan hải quân Baku.
Trước 2012, ông công tác tại Vùng 4 Hải quân.
Từ năm 2012 đến 2016, ông giữ chức Lữ đoàn trưởng Lữ đoàn Tàu ngầm 189 thuộc Quân chủng Hải quân, Phó Bí thư Đảng ủy Lữ đoàn. Ông là vị Lữ đoàn trưởng tàu ngầm đầu tiên của Hải quân Việt Nam.
Năm 2016, ông được bổ nhiệm giữ chức Phó Tư lệnh kiêm Tham mưu trưởng Vùng 4 Quân chủng Hải quân
Tháng 6 năm 2018, ông được bổ nhiệm giữ chức Tư lệnh Vùng 4 Quân chủng Hải quân, Phó Bí thư Đảng ủy Bộ Tư lệnh.
Tháng 5 năm 2019 ông được thăng quân hàm Chuẩn Đô đốc.
Tháng 7 năm 2019, ông được bổ nhiệm giữ chức Phó Tư lệnh kiêm Tham mưu trưởng Quân chủng Hải quân, Ủy viên Thường vụ Quân chủng.
Từ ngày 06 tháng 8 đến ngày 28 tháng 10 năm 2019, ông tham gia Lớp bồi dưỡng kiến thức mới cho cán bộ quy hoạch cấp chiến lược khóa XIII của Đảng tại Học viện Chính trị quốc gia Hồ Chí Minh.
Ngày 21 tháng 07 năm 2020, ông được Bộ trưởng Bộ Quốc phòng giao phụ trách Tư lệnh Quân chủng Hải quân thay Phó Đô đốc Phạm Hoài Nam làm Thứ trưởng Bộ Quốc phòng.
Ngày 28 tháng 07 năm 2020, tại Hải Phòng, Bộ Tư lệnh Hải quân tổ chức Hội nghị bàn giao chức vụ Tư lệnh Hải quân. Thượng tướng Phan Văn Giang, Ủy viên Trung ương Đảng, Ủy viên Thường vụ Quân ủy Trung ương, Tổng Tham mưu trưởng Quân đội nhân dân Việt Nam kiêm Thứ trưởng Bộ Quốc phòng chủ trì hội nghị. Thủ tướng Chính phủ đã ra Quyết định số 1021/QĐ-TTg bổ nhiệm Phó Đô đốc Phạm Hoài Nam giữ chức vụ Thứ trưởng Bộ Quốc phòng. Thường vụ Quân ủy Trung ương quyết định giao Chuẩn Đô đốc Trần Thanh Nghiêm nhiệm vụ phụ trách Tư lệnh Hải quân.
Ngày 05 tháng 8 năm 2020, tại Đại hội đại biểu Đảng bộ Quân chủng Hải quân lần thứ XIII, nhiệm kỳ 2020-2025, ông được Ban Chấp hành Đảng bộ Quân chủng nhiệm kỳ 2020-2025 tín nhiệm bầu giữ chức vụ Phó Bí thư Đảng ủy Quân chủng.
Ngày 11 tháng 9 năm 2020, tại Quyết định 1396/QĐ-TTg Thủ tướng Chính phủ bổ nhiệm đồng chí Chuẩn Đô đốc Trần Thanh Nghiêm giữ chức Tư lệnh Quân chủng Hải Quân, Bộ Quốc phòng
Ngày 30 tháng 01 năm 2021, Tại Đại hội đại biểu toàn quốc lần thứ XIII của Đảng, đồng chí được bầu là Ủy viên Ban Chấp hành Trung ương Đảng Cộng sản Việt Nam khoá XIII, nhiệm kỳ 2021-2026.
Tháng 5 năm 2023, ông được Chủ tịch nước Cộng hòa xã hội chủ nghĩa Việt Nam thăng quân hàm lên Phó Đô đốc.

## Lịch sử thụ phong quân hàm
| Năm thụ phong | 1992     | 1995      | 1998   | 2002     | 2006     | 2010      | 2014   | 2019         | 2023       |
| ------------- | -------- | --------- | ------ | -------- | -------- | --------- | ------ | ------------ | ---------- |
| Quân hàm      |          |           |        |          |          |           |        |              |            |
| Cấp bậc       | Trung úy | Thượng úy | Đại úy | Thiếu tá | Trung tá | Thượng tá | Đại tá | Chuẩn Đô đốc | Phó Đô đốc |